# ラフィット・ピンカイ・ジュニア
ラフィット・ピンカイ・ジュニア（Laffit Alejandro Pincay, Jr.、1946年12月29日 - ）はパナマ生まれ、主にアメリカ合衆国で騎乗した騎手である。

## 略歴
パナマのパナマシティ生まれ。1964年にパナマで騎手となり、1966年にオーナーブリーダーのフレッド・W・フーパーと騎手エージェントのカミーロ・マリンとアメリカ合衆国での騎乗契約を結び渡米した。アメリカ合衆国ではアーリントンパーク競馬場で騎乗を始め、1970年にはジョージ・ウルフ記念騎手賞を受賞、エクリプス賞最優秀騎手賞は4回受賞し、アメリカ年間最多賞金獲得騎手 には7回獲得している。1975年にはアメリカ競馬殿堂入りを果たしている。
1999年12月10日のハリウッドパーク競馬場においてアイリッシュニップで通算8834勝を記録し、ウィリー・シューメーカーが保持していた世界記録を更新すると、2003年4月の引退までに9530勝という金字塔を打ち立てたが、現在はラッセル・ベイズとホルヘ・リカルドの二人に更新されている。
1984年にはスウェイルでケンタッキーダービーを勝利、ベルモントステークスは1982年～1984年に3連覇を達成、他にはハリウッドゴールドカップ9勝、サンタアニタダービー7勝、ブリーダーズカップ7勝などを挙げている。
1987年には日本のワールドスーパージョッキーズシリーズでも騎乗していた実績がある。
引退後の2004年にはハリウッドパーク競馬場が「ラフィット・ピンカイ・ジュニア賞」の設立を発表した。ハリウッドゴールドカップ当日に、過去9勝したピンカイを記念した賞で、トロフィーは彫刻家ニーナ・カイゼルによるデザインで、競馬産業に貢献した人物に贈られる。
2006年には「ラフィット～オール・アバウト・ウイニング」というピンカイの半生を描いた記録映画が公開され、ナレーションはケビン・コスナーが担当した。
息子のラフィット・ピンカイ3世はNBCスポーツでレポーターをしている。

## 騎乗馬
- コンキスタドールシエロ
- アファームド
- ジョンヘンリー
- バヤコア